# Mateo Albéniz
Mateo Antonio Pérez de Albéniz Velilla (Logroño, 21 de noviembre de 1755 - San Sebastián, 23 de junio de 1831) fue un compositor y teórico español.

## Vida
Fue maestro de capilla y organista en San Sebastián y Logroño y de 1816 a 1829 ocupó el mismo puesto en Santa María del Coro de San Sebastián, la capital guipuzcoana. Fue el padre del también compositor  Pedro Albéniz pero no tiene ninguna relación conocida con el célebre pianista y compositor Isaac Albéniz.

## Obra
Fue autor, sobre todo, de música religiosa; sus misas, vísperas, villancicos y oficios de difuntos fueron muy conocidas en el norte de España mientras vivía, aunque después fueron olvidadas. Su obra más destacada es una Sonata para teclado, publicada por Joaquín Nin en 1925 que es muy conocida, tanto su versión para piano como en las variadas transcripciones que se han hecho, y que muestra cierta influencia de Haydn y Domenico Scarlatti con un toque español.
En 1802 publicó en San Sebastián el tratado Instrucción metódica, especulativa y práctica para enseñar a cantar y tañer la música moderna y antigua.